# Pelle à tarte
Pour les articles homonymes, voir Pelle.

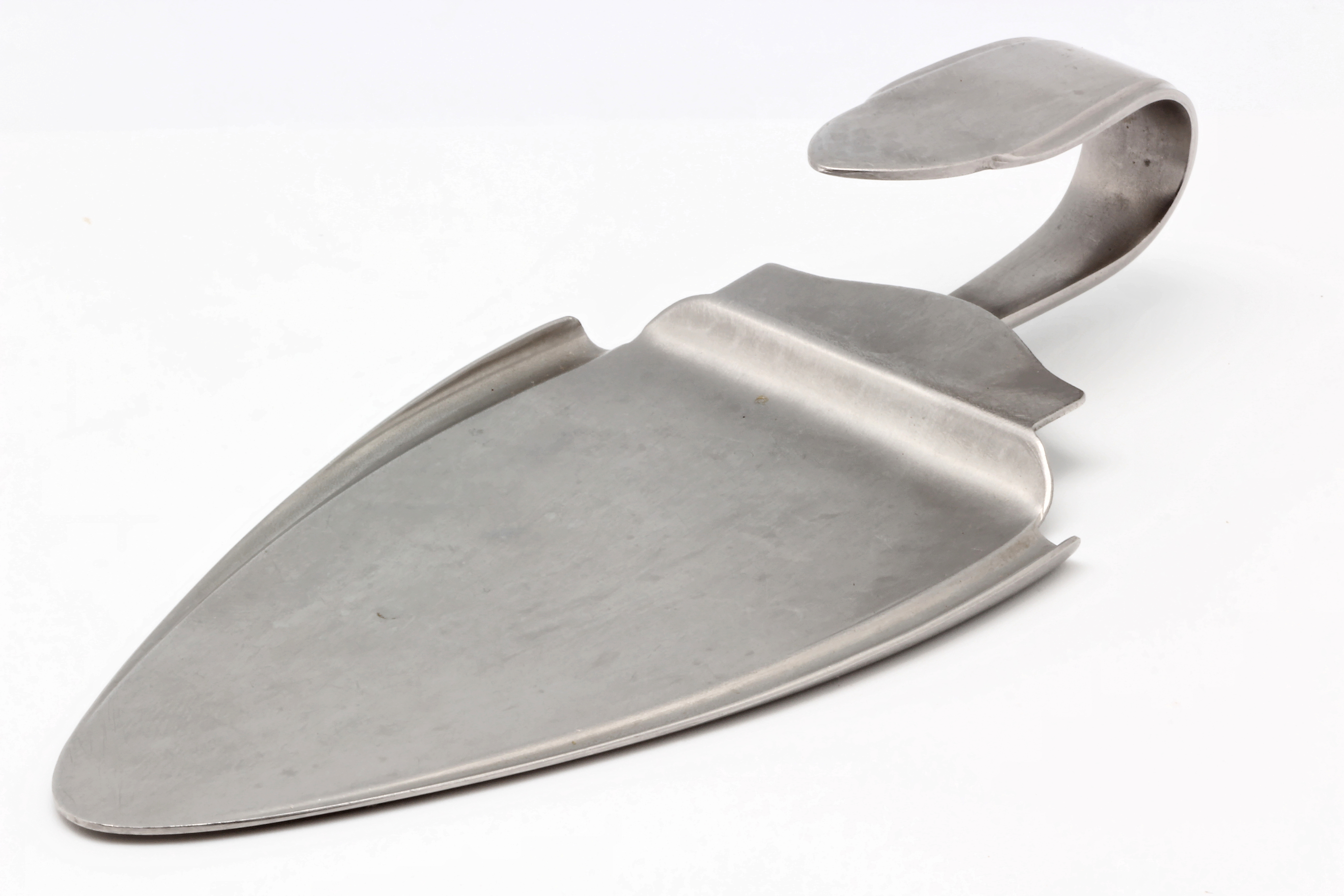
Une pelle à tarte.

Une pelle à tarte est un ustensile de cuisine composé d'un manche relié à une partie triangulaire dont les deux côtés sont coupants, ce qui permet de se couper une part de tarte par exemple, pour se la servir ensuite sans l'abimer (dans le cas d'une tarte Tatin très friable) car la forme triangulaire de l'objet s'adapte à la forme d'une part de tarte qu'elle saisit comme une pelle, d'où le nom de pelle à tarte. Même si son nom de "pelle à tarte" indique son utilité pour les tartes, elle est aussi utilisée pour des multiples autres ingrédients.